# Chimie du spin
La chimie du spin est un sous-domaine de la chimie et de la physique, situé à l'intersection de la cinétique chimique, de la photochimie, de la résonance magnétique et de la chimie des radicaux libres ; elle traite des effets magnétiques et du spin dans les réactions chimiques. La chimie du spin concerne des phénomènes tels que la polarisation nucléaire dynamique induite chimiquement (CIDNP en anglais), la polarisation électronique induite chimiquement (CIDEP en anglais), les effets isotopiques magnétiques dans les réactions chimiques, les effets des champs électromagnétiques statiques et oscillants sur l'environnement et la santé, et la magnétoréception aviaire.

## Mécanisme des paires de radicaux
Le mécanisme des paires de radicaux explique comment un champ magnétique peut affecter la cinétique de réaction en affectant la dynamique du spin électronique. Le plus souvent démontré dans les réactions de composés organiques impliquant des intermédiaires radicalaires, un champ magnétique peut accélérer une réaction en diminuant la fréquence des réactions inverses.

### Histoire
Le mécanisme des paires de radicaux est apparu comme une explication au CIDNP et au CIDEP et a été proposé en 1969 par Closs, Kaptein et Oosterhoff.

### Radicaux et paires de radicaux

Exemple de radical : structure du radical hydrocarboxyle, avec l'électron isolé unique indiqué par un point noir.

Un radical est une molécule avec un nombre impair d'électrons et est induit de différentes manières, y compris le rayonnement ultraviolet. Un coup de soleil est en grande partie dû à la formation de radicaux à partir de ce rayonnement. La paire de radicaux, cependant, n'est pas simplement constituée de deux radicaux. En effet, les paires de radicaux (en particulier les singulets) sont des intrications quantiques, même en tant que molécules séparées. Plus fondamental pour le mécanisme de la paire de radicaux, cependant, est le fait que les électrons de la paire de radicaux ont tous deux un spin, court pour le moment angulaire de spin, qui donne à chaque radical séparé un moment magnétique. Par conséquent, les états de spin peuvent être modifiés par les champs magnétiques.

### États de spin des singulets et des triplets
La paire de radicaux est caractérisée comme un triplet ou un singulet par l'état de spin des deux électrons isolés, appariés. La relation de spin est telle que les deux électrons non appariés, un dans chaque molécule de radical, peuvent avoir un spin opposé (singulet ; anticorrélé), ou le même spin (triplet ; corrélé). L'état singulet est appelé ainsi parce qu'il n'y a qu'une seule façon pour les spins des électrons de s'anticorréler (S), alors que l'état triplet est appelé tel parce que le spin de l'électron peut être corrélé de trois façons différentes, notées T+1, T0 et T−1.

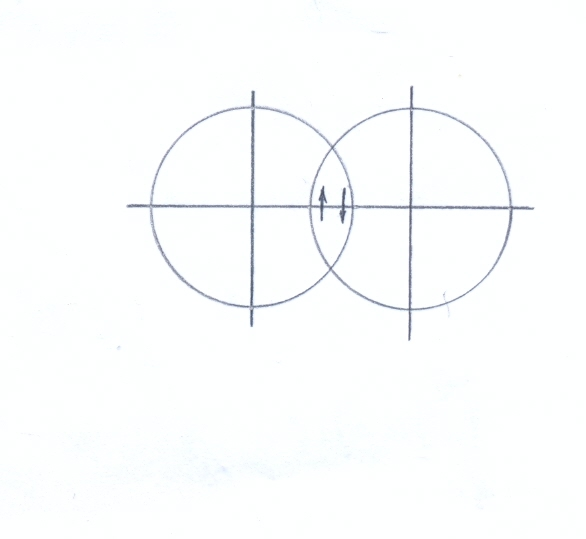
Schéma simple de la liaison entre électrons de spin opposé

### Cinétique de réaction et interaction Zeeman
Les états de spin sont liés aux mécanismes de réaction chimiques et biochimiques car des liaisons ne peuvent se former qu'entre deux électrons de spin opposé (règles de Hund). Parfois, lorsqu'une liaison est rompue d'une manière particulière, par exemple lorsqu'elle est frappée par des photons, chaque électron de la liaison se déplace vers chaque molécule respective, et une paire de radicaux est formée. De plus, le spin de chaque électron précédemment impliqué dans la liaison est conservé,, ce qui signifie que la paire de radicaux maintenant formée est un singulet (chaque électron a un spin opposé, comme dans la liaison d'origine). En tant que telle, la réaction inverse, c'est-à-dire le reformage d'une liaison, appelée recombinaison, se produit facilement. Le mécanisme des paires de radicaux explique comment les champs magnétiques externes peuvent empêcher la recombinaison des paires de radicaux avec les interactions Zeeman, l'interaction entre le spin et un champ magnétique externe, et montre comment une occurrence plus élevée de l'état du triplet accélère les réactions entre radicaux parce que les triplets ne peuvent donner que des produits, et les singulets sont en équilibre avec les réactifs ainsi qu'avec les produits.
Les interactions Zeeman ne peuvent « inverser » qu'un seul spin de l'électron du radical si la paire de radicaux est anisotrope, convertissant ainsi les paires de radicaux singulets en triplets.

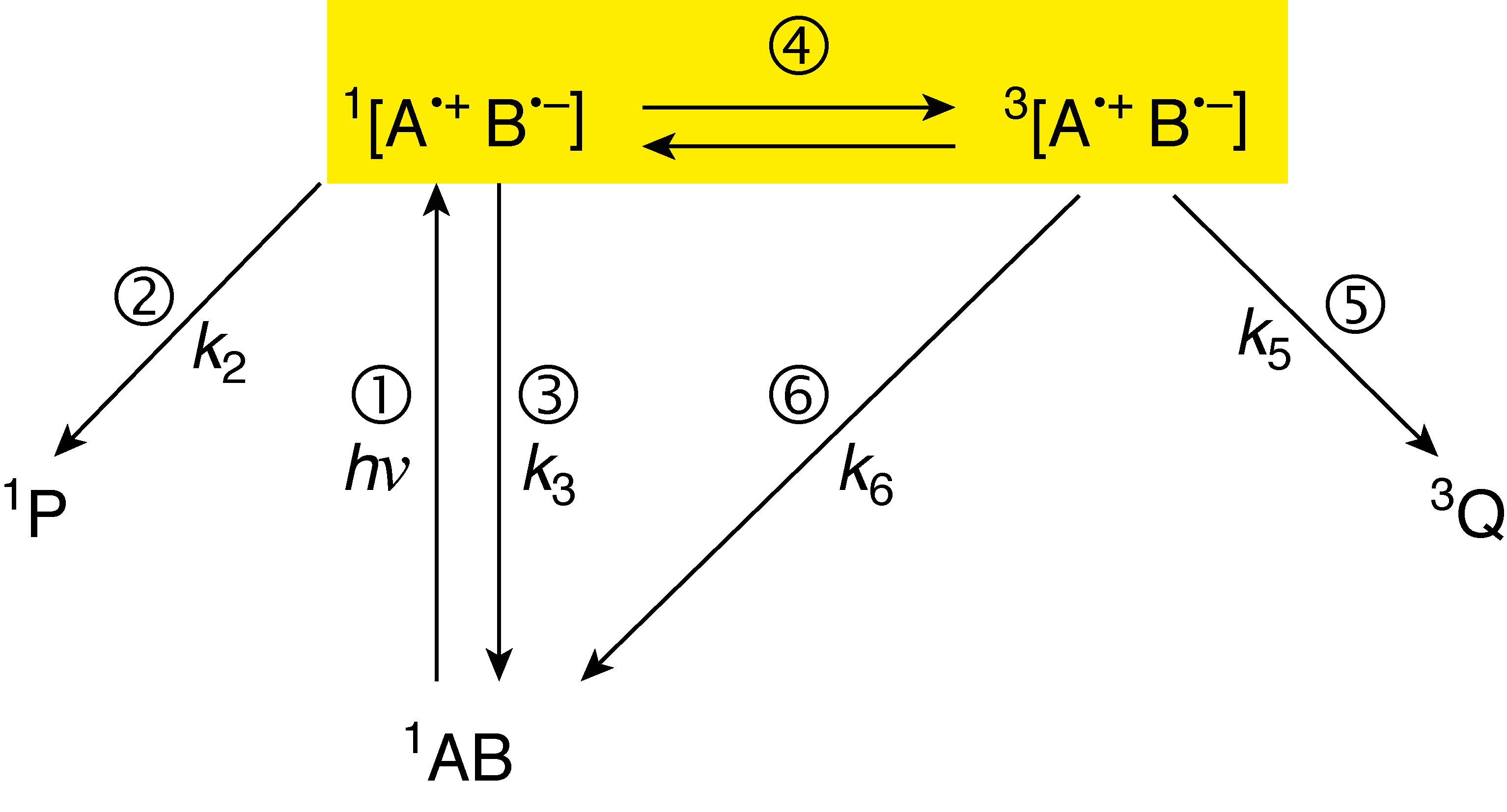
Schéma de réaction typique du mécanisme des paires de radicaux, qui montre l'effet de la formation de produits alternatifs à partir de paires de radicaux singulets par rapport aux triplets. Les interactions Zeeman et hyperfine prennent effet dans la case jaune, désignée comme étape 4 du processus.

L'interaction Zeeman est une interaction entre le spin et le champ magnétique externe, et est représentée par l'équation,
{\displaystyle \Delta E=h\nu _{L}=g\mu _{B}B}
où {\displaystyle \Delta E} est l'énergie de l'interaction Zeeman, {\displaystyle \nu _{L}} est la fréquence de Larmor, {\displaystyle B} est le champ magnétique externe, {\displaystyle \mu _{B}} est le magnéton de Bohr, {\displaystyle h} est la constante de Planck, et {\displaystyle g} est le facteur g d'un électron libre, de valeur 2.002319, qui est légèrement différent selon les radicaux.
Il est courant de voir l'interaction Zeeman formulée d'une autre manière.

### Interactions hyperfines
Les interactions hyperfines, les champs magnétiques internes des isotopes magnétiques locaux, jouent également un rôle important dans la dynamique de spin des paires de radicaux,,.

### Interactions Zeeman et magnéto-réception
Parce que l'interaction Zeeman est fonction du champ magnétique et de la fréquence de Larmor, elle peut être obstruée ou amplifiée en modifiant le magnétique externe ou la fréquence de Larmor avec des instruments expérimentaux qui génèrent des champs oscillants. Ceci est intéressant car les oiseaux migrateurs perdent leurs capacités de navigation dans des conditions similaires où l'interaction Zeeman est bloquée par paires de radicaux.